# Día internacional del pulpo
El día internacional del pulpo se conmemora el 8 de octubre de cada año para celebrar posiblemente a los invertebrados más inteligentes de la Tierra.

## Origen
En 2007 los miembros del foro The Octopus News Magazine Online (TONMO) discutieron de manera no oficial un día del año para celebrar a estos increíbles animales.
La fecha fue escogida debido al juego de palabras que en el idioma inglés hacen el mes de octubre (October) y pulpo (octopus), y el día ocho debido a que los pulpos poseen ocho brazos.

## Cómo puedes celebrarlo
- Promoviendo el conocimiento sobre los pulpos.[8]
- Concientizando sobre sus amenazas de conservación.
- Usando los hashtags en redes sociales: 
  - #WorldOctopusDay
  - #CephalopodAwarenessDays
  - #Díainternacionaldelpulpo
  - #pulpo